# Bufo blombergi
Bufo blombergi (tên tiếng Anh: Cóc Blomberg) là một loài cóc trong họ Bufonidae.
Loài này có ở Colombia và Ecuador.
Các môi trường sống tự nhiên của chúng là các khu rừng ẩm ướt đất thấp nhiệt đới hoặc cận nhiệt đới và sông ngòi. Loài này đang bị đe dọa do mất nơi sống. Tính ngữ của loài được đặt để tưởng nhớ nhà thám hiểm Thụy Điển Rolf Blombergngười đã phát hiện loài cóc này năm 1950.